# 페이크 러브 (영화)
《페이크 러브》(영어: Anyone but You)는 2023년 개봉한 미국의 로맨틱 코미디 영화이다. 윌 글럭이 감독과 공동 각본을 맡았다. 윌리엄 셰익스피어의 희극 "헛소동"(1598)에 느슨하게 기반을 두었다. 시드니 스위니, 글렌 파월, 알렉산드라 십, 게이타, 해들리 로빈슨, 미셸 허드, 더멋 멀로니, 대런 바넷, 브라이언 브라운, 레이철 그리피스 등이 출연하였다.
2023년 12월 11일 AMC 링컨 스퀘어 극장에서 최초 상영되었으며, 12월 22일 소니 픽처스 릴리싱을 통해 미국에서 극장 개봉하였다. 개봉 첫 주에는 기대에 미치지 못하는 성적을 냈으나 점차 흥행에 탄력이 붙어 명실상부한 슬리퍼 히트가 되었다. 이 작품의 성공은 로맨틱 코미디 장르의 부활 신호탄으로 여겨지기도 한다.
2024년 제49회 피플스 초이스상에서 올해의 코미디 영화상과 올해의 코미디 영화 스타상(시드니 스위니, 글렌 파월) 후보에 올랐다.

## 줄거리
보스턴 대학교 법대생 비는 골드만삭스에 다니는 벤과 카페에서 우연히 만나 바로 마음이 통해 하루종일 데이트를 하고 밤새워 대화한 끝에 벤의 집에서 함께 잠이 든다. 다음날 먼저 일어난 비는 몰래 벤의 집을 빠져나갔다가 생각을 바꿔 되돌아온다. 하지만 집 앞에 당도한 순간 자신이 말없이 떠난 것에 상처를 받은 벤이 집을 찾아온 절친 피트에게 자신을 욕하는 대화를 우연히 엿듣고 다시 그대로 자리를 뜬다.
6개월 뒤 비의 여동생 핼리와 피트의 여동생 클로디아가 시드니에서 결혼식을 치르게 되면서 재회한 비와 벤은 할 수 없이 어울리지만 서로를 싸늘하게 대한다. 하객에는 비의 전 약혼자인 조너선과 벤의 전 여자친구인 마거릿도 포함돼있어 비와 벤의 스트레스가 한층 가중된다. 비와 벤의 신경전은 다른 하객들의 걱정을 산다.   
비와 벤은 조너선과 재결합하라는 비 부모님의 압박을 끊고 마거릿에게서는 질투를 유발하고 결혼식도 원만하게 끝날 수 있도록 둘이 이어진 척 연기하기로 합의를 본다.   

## 출연
- 시드니 스위니 - 비어트리스 "비" 메시나 역
- 글렌 파월 - 벤 역
- 알렉산드라 십 - 클로디아, 피트의 여동생 역
- 게이타 - 피트, 벤의 절친 역
- 해들리 로빈슨 - 핼리, 비의 여동생 역
- 미셸 허드 - 캐럴, 클로디아와 피트의 어머니 역
- 더멋 멀로니 - 리오, 비와 핼리의 아버지 역
- 대런 바넷 - 조너선, 비의 전 약혼자 역
- 브라이언 브라운 - 로저, 클로디아의 아버지이자 피트의 새아버지 역
- 레이철 그리피스 - 이니, 비와 핼리의 어머니 역
- 찰리 프레이저 - 마거릿, 벤의 전 여자친구 역